# Jagdrevier

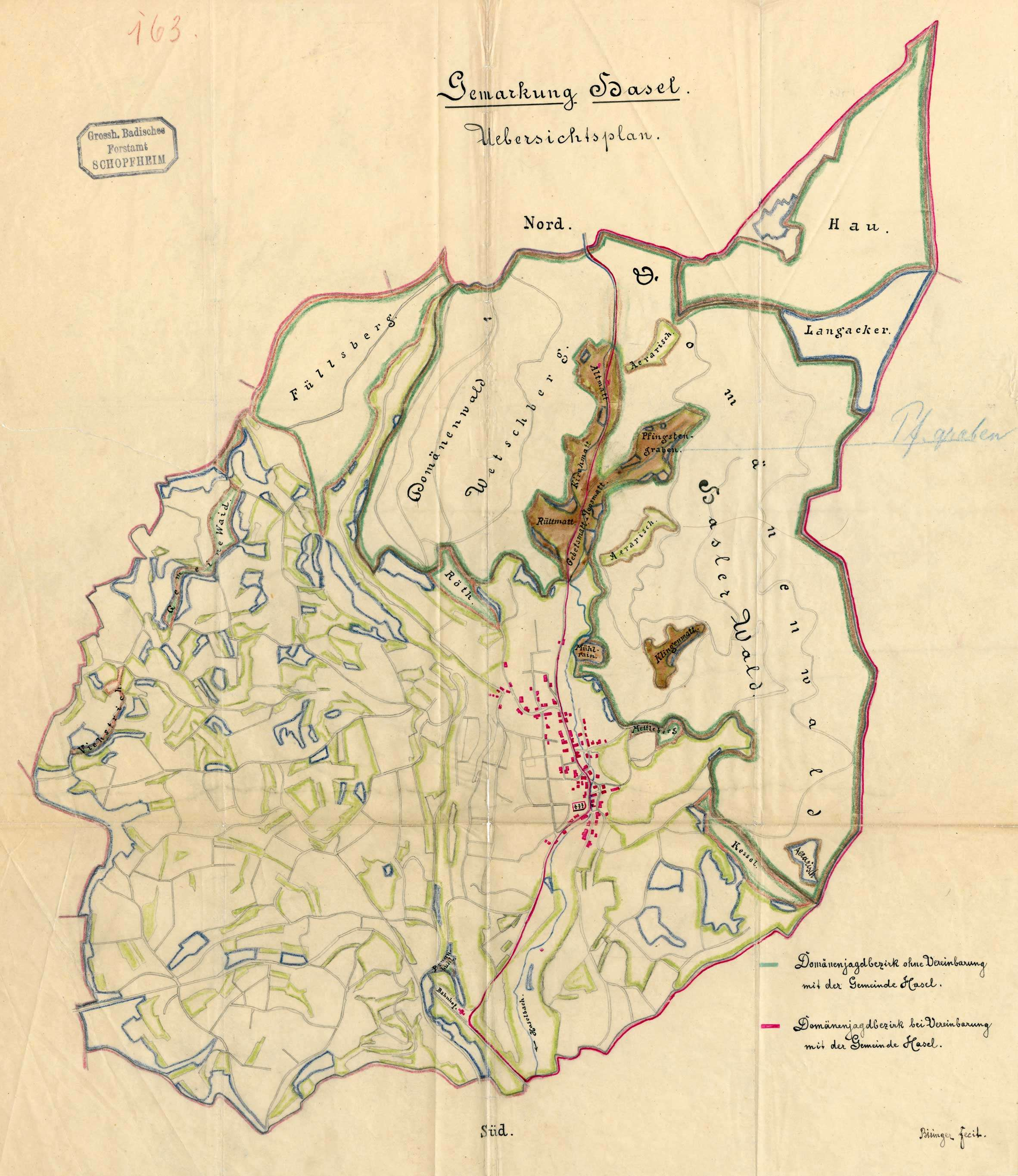
Karte der Jagdreviere auf der Gemarkung der Gemeinde Hasel in Baden im Jahr 1904 – neben dem Ist-Zustand der Jagdgrenzen ist ein Vorschlag zum Gebietstausch zwecks Arrondierung zwischen dem Jagdbezirk der Gemeinde und dem örtlichen Domänenjagdbezirk eingezeichnet

Ein Jagdrevier, oftmals kurz Revier oder Jagd genannt, z. T. als Jagdgebiet, oder Jagdbezirk, seltener auch als Jagdbogen, Pirschbezirk oder Jagdgrund bezeichnet, ist ein Gebiet, in dem die Jagd ausgeübt wird.

## Deutschland

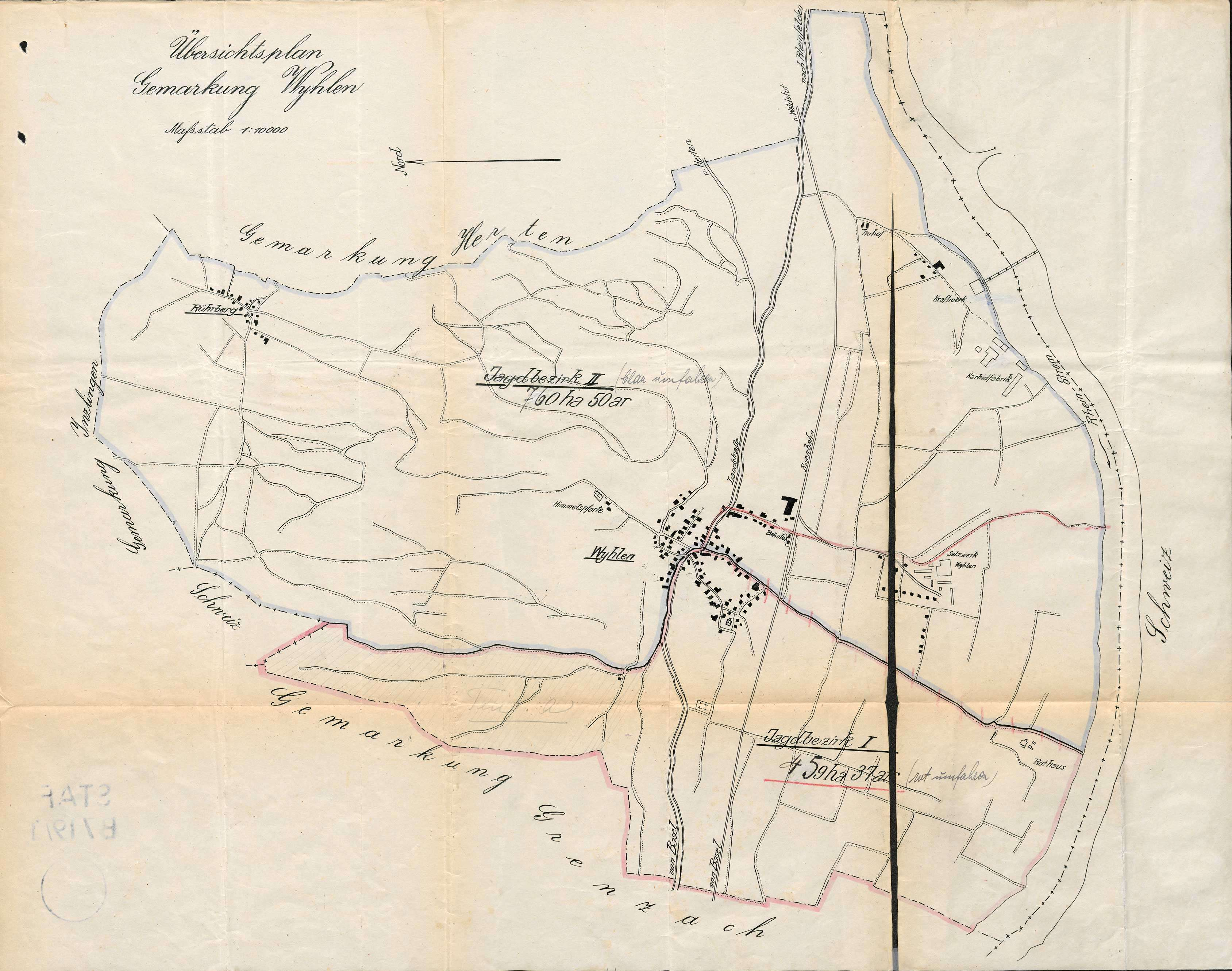
Karte der Jagdreviere auf der Gemarkung der Gemeinde Wyhlen in Baden (unmittelbar an der Schweizer Grenze), 1920/21

### Bundesrecht
Im Bundesjagdgesetz werden Jagdreviere als Jagdbezirk bezeichnet.
Die Jagd wird in Deutschland flächendeckend in Jagdbezirken ausgeübt. Ein Jagdbezirk ist in Deutschland entweder ein Eigenjagdbezirk oder ein gemeinschaftlicher Jagdbezirk. Die unterschiedlichen Eigentumsverhältnisse (Privat-, Kommunal- oder staatliches Eigentum oder anderes) spielen dabei keine Rolle. Ein gemeinschaftlicher Jagdbezirk kann entsprechend der erforderlichen Mindestfläche in mehrere Jagdbezirke unterteilt werden. In jedem Jagdbezirk untersteht die Jagdausübung dem jeweiligen Jagdausübungsberechtigten. Ob diese Jagdbezirke dann von Jagdrechtsinhabern selbst bejagt werden oder sie, wie bei gemeinschaftlichen Jagdbezirken in den meisten Fällen üblich, an Jagdpächter verpachtet werden, liegt in der Entscheidung der jeweiligen Rechtsinhaber begründet. Allerdings besteht die Verpflichtung zur Jagdausübung mit Ausnahme von befriedeten Bezirken.

### Landesrecht
Bayern 

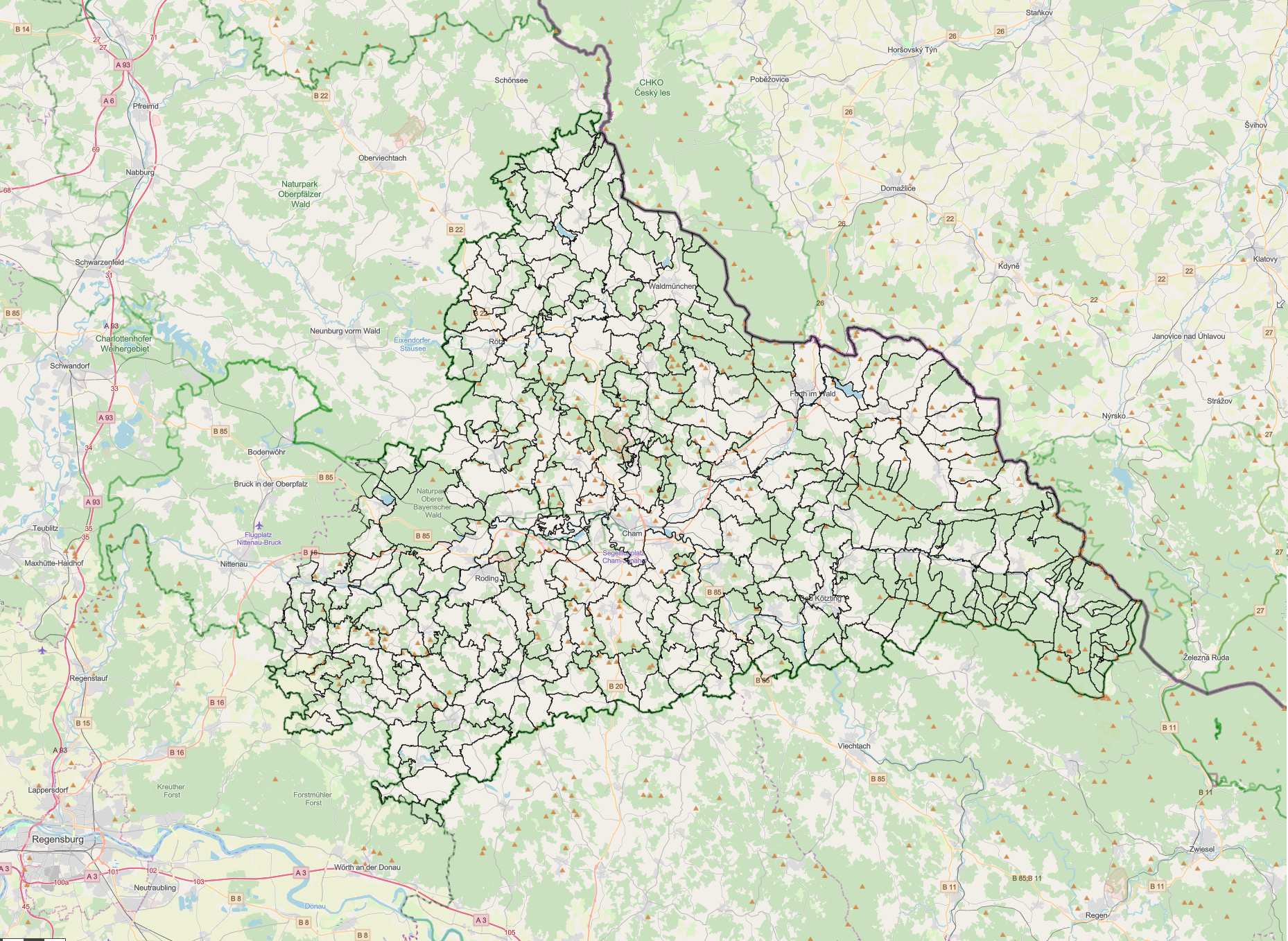
Karte der Jagdreviere im Landkreis Cham in Bayern, Stand: 4. Juni 2019

Ein Staatsjagdrevier ist in Bayern ein Eigenjagdrevier des Freistaates Bayern. In Bayern werden einzelne verpachtete Teile eines Jagdreviers als Jagdbogen bezeichnet.

## Österreich
In Österreich herrscht weitgehend das Revierjagdrecht.

## Schweiz
Grundsätzlich gilt ein jagdliches Rahmenrecht auf Bundesebene. In diesem werden die Kantone zur Umsetzung verpflichtet, sodass es im kantonal geregelten Jagdrecht sowohl das Revierjagdsystem als auch das Lizenzjagdsystem gibt.